# Giuseppe M. Gaudino
Giuseppe M. Gaudino, né en 1957 à Pouzzoles, dans la province de Naples, est un réalisateur de cinéma italien contemporain.

## Filmographie sélective
- 1991 : Calcinacci (documentaire)
- 1992 : Joannis Amaelii, animula, vagula blandula (documentaire)
- 1997 : Giro di lune tra terra e mare (it)
- 2015 : Par amour (Per amor vostro)